# کلودیا شینباوم
کلودیا شینباوم پاردو (اسپانیایی: Claudia Sheinbaum Pardo‎؛ زادهٔ ۲۴ ژوئن ۱۹۶۲) سیاستمدار اهل مکزیک است که از سال ۲۰۲۴ رئیس‌جمهور منتخب مکزیک و اولین زن دارندهٔ این سمت در تاریخ مکزیک است. وی در ۲۰۱۸ با آرای رای‌دهندگان در انتخابات سراسری مکزیک به عنوان اولین زن شهردار مکزیکو سیتی انتخاب شده‌بود.
او از حزب چپ‌گرای مورنا و از همراهان و متّحدان آندرس مانوئل لوپز اوبرادور، رئیس‌جمهور منتخب ۲۰۱۸ مکزیک می‌باشد. در سال ۲۰۰۷ وی برنده جایزه صلح نوبل به عنوان عضو مجمع بین‌المللی تغییرات آب‌وهوایی گردید. پیش از این، شینباوم به عنوان مدیر محیط زیست مکزیکوسیتی بود. وی از سال ۲۰۱۵ تا ۲۰۱۷ فرماندار منطقه تلالپن (Tlalpan) مکزیکوسیتی بود.
در سال ۲۰۲۴، مجله فوربز او را چهارمین زن قدرتمند جهان معرفی کرد.
شینباوم از نظر علمی دارای دکترای مهندسی انرژی از دانشگاه مستقل ملی مکزیک (UNAM) است. او بیش از ۱۰۰ مقاله و دو کتاب در زمینه انرژی، محیط زیست و توسعه پایدار منتشر کرده و در هیئت بین‌دولتی تغییرات اقلیمی نیز مشارکت داشته است. در سال ۲۰۱۸ نیز در فهرست صد زن تأثیرگذار بی‌بی‌سی قرار گرفت.
فعالیت سیاسی او از سال ۱۹۸۹ با پیوستن به حزب انقلاب دموکراتیک (PRD) آغاز شد. وی بین سال‌های ۲۰۰۰ تا ۲۰۰۶ به عنوان وزیر محیط زیست در دولت فدرال خدمت کرد. در سال ۲۰۱۴ به جنبش مورنا، به رهبری آندرس مانوئل لوپز اوبرادور، پیوست. او بین سال‌های ۲۰۱۵ تا ۲۰۱۷ شهردار منطقه تلالپان بود و سپس در انتخابات سال ۲۰۱۸ به عنوان رئیس دولت مکزیکوسیتی انتخاب شد. در سال ۲۰۲۳ از این سمت استعفا داد تا در انتخابات ریاست‌جمهوری ۲۰۲۴ شرکت کند و در نهایت در انتخاباتی قاطع در برابر رقیب خود از حزب اقدام ملی پیروز شد و در اول اکتبر ۲۰۲۴ به‌طور رسمی ریاست‌جمهوری را بر عهده گرفت.

## خانواده
کلودیا شینباوم پاردو در ۲۴ ژوئن ۱۹۶۲ در شهر مکزیکوسیتی و در یک خانواده یهودی سکولار مکزیکی به دنیا آمد. او فرزند دوم کارلوس شینباوم یوسلویتس، شیمی‌دان، و انی پاردو سمو، زیست‌شناس، است. خانواده او از پیشینه‌های مختلف یهودی برخوردارند و نقش مهمی در شکل‌گیری هویت فرهنگی و اجتماعی او ایفا کرده‌اند.
پدرش، کارلوس، از تبار یهودیان اشکنازی بود و پدربزرگ او، چونه خوان شینباوم آبراموویتس، در سال ۱۹۲۸ از لیتوانی به مکزیک مهاجرت کرد و به عنوان تاجر جواهرات و عضو حزب کمونیست مکزیک فعالیت داشت. مادرش، انی پاردو، از خانواده‌ای یهودی سفاردی بود که در سال ۱۹۴۲ به دلیل آزار و اذیت یهودیان در بلغارستان در جریان جنگ جهانی دوم، به مکزیک پناه آوردند. او اولین زن سفاردی بود که به عنوان استاد در مؤسسه پلی‌تکنیک ملی مکزیک تدریس کرد.
والدین شینباوم در دهه ۱۹۶۰ به‌طور فعال در جنبش‌های چپ‌گرای مکزیک مشارکت داشتند و در اعتراضات، جنبش‌های کارگری و قیام‌های دانشجویی حضور داشتند. کلودیا دو خواهر و برادر دارد؛ برادر بزرگ‌ترش، خولیو، فیزیک‌دان و پژوهشگر اقیانوس‌نگاری فیزیکی در مرکز CICESE است و خواهر کوچکش، آدریانا، معلمی است که در ایالات متحده زندگی می‌کند و همسرش کارگردان معروف، رودریگو گارسیا بارچا، است.

## تحصیلات
کلودیا شینباوم در سال ۱۹۸۹ مدرک کارشناسی خود را در رشته فیزیک از دانشگاه مستقل ملی مکزیک (UNAM) دریافت کرد. او سپس در سال ۱۹۹۴ موفق به اخذ مدرک کارشناسی ارشد و در سال ۱۹۹۵ دکترای مهندسی انرژی شد. بخش عمده‌ای از پژوهش‌های پایان‌نامه دکترای او بین سال‌های ۱۹۹۱ تا ۱۹۹۴ در آزمایشگاه ملی لارنس برکلی در ایالت کالیفرنیا انجام شد.
در دوران فعالیتش در آزمایشگاه لارنس برکلی، شینباوم به تحلیل مصرف انرژی در بخش حمل‌ونقل مکزیک پرداخت و مطالعاتی دربارهٔ روند مصرف انرژی در ساختمان‌های مکزیکی منتشر کرد. او در سال ۱۹۹۵ به هیئت علمی مؤسسه مهندسی دانشگاه UNAM پیوست و در سال ۱۹۹۹ جایزه بهترین پژوهشگر جوان دانشگاه در حوزه مهندسی و نوآوری فناوری را دریافت کرد.
پس از مدتی فعالیت در دولت، شینباوم در سال ۲۰۰۶ به دانشگاه UNAM بازگشت و نگارش و انتشار مقالات علمی را از سر گرفت. در سال ۲۰۰۷، او در نگارش فصل مرتبط با صنعت در گزارش گروه کاری ۳ (کاهش انتشار) از گزارش چهارم هیئت بین‌دولتی تغییرات اقلیمی (IPCC 4AR) مشارکت داشت و در سال ۲۰۱۳ به عنوان نویسنده اصلی فصل مربوط در گزارش پنجم IPCC ایفای نقش کرد.

## سیاست
در دوران دانشجویی در دانشگاه UNAM، کلودیا شینباوم عضو شورای دانشجویی دانشگاه (Consejo Estudiantil Universitario) بود؛ این شورا بعدها به عنوان یکی از پایه‌های جنبش جوانان حزب انقلاب دموکراتیک (PRD) شناخته شد. او پس از سال‌ها فعالیت علمی و سیاسی، در ۵ دسامبر ۲۰۰۰ به عنوان وزیر محیط زیست منطقه فدرال مکزیکوسیتی منصوب شد و تا ۱۵ مه ۲۰۰۶ در این سمت باقی ماند. در این دوره، پروژه‌های مهمی مانند راه‌اندازی مرکز ثبت‌نام الکترونیکی خودروها، راه‌اندازی سامانه اتوبوس‌های سریع‌السیر (متروبوس) و ساخت طبقه دوم بزرگراه حلقوی شهر (Anillo Periférico) زیر نظر او اجرا شد.
شینباوم در سال ۲۰۱۴ به جنبش نوظهور مورنا (جنبش ملی بازآفرینی) به رهبری لوپز اوبرادور پیوست که از حزب چپ‌گرای PRD جدا شده بود. او در انتخابات محلی سال ۲۰۱۵ به عنوان نامزد مورنا برای شهرداری منطقه تلالپان معرفی شد و با کسب حدود ۲۹٫۵ درصد آرا، این منطقه را که از سال ۲۰۰۰ تحت حاکمیت PRD بود، به نفع حزب خود بازگرداند. او در این دوره بر بهبود خدمات عمومی، مبارزه با فساد، و اجرای برنامه‌های اجتماعی برای زنان و جوانان تمرکز داشت. در دسامبر ۲۰۱۷، برای شرکت در انتخابات ریاست دولت مکزیکوسیتی، از مقام خود استعفا داد و به عنوان نامزد ائتلاف «با هم تاریخ می‌سازیم» وارد رقابت شد.
در دوران شهرداری تلالپان، چندین بحران و انتقاد نیز متوجه شینباوم شد. از جمله در آوریل ۲۰۱۶، بخشی از یک کلیسا به اشتباه توسط کارکنان شهرداری تخریب شد. او با نمایندگان کلیسا دیدار کرد و پیشنهاد ساخت مجدد کلیسا در کنار یک مرکز هنری محلی را داد. همچنین در زلزله ۲۰۱۷، فرو ریختن مدرسه خصوصی انریکه ربسامن که منجر به مرگ ۱۹ کودک و ۷ بزرگسال شد، باعث انتقادهایی نسبت به شینباوم شد؛ چرا که گفته می‌شد این مدرسه برخلاف قوانین منطقه‌بندی ساخته شده بود و اسناد جعلی ارائه داده بود، اما با وجود آگاهی شهرداری، فعالیت آن ادامه یافته بود.

## ریاست جمهوری
کلودیا شینباوم در ۱۲ ژوئن ۲۰۲۳ اعلام کرد که برای شرکت در فرایند داخلی ائتلاف «با هم تاریخ می‌سازیم» شامل احزاب مورنا، حزب کار و حزب سبز زیست‌محیطی، از سمت خود به عنوان رئیس دولت مکزیکوسیتی استعفا خواهد داد. در این دوره، شایعاتی دربارهٔ ملیت او مطرح شد که با انتشار گواهی تولدش مبنی بر تولد در مکزیکوسیتی، به آنها پاسخ داد. فرایند انتخاب داخلی از طریق پنج نظرسنجی بین ۲۸ اوت تا ۴ سپتامبر برگزار شد و در ۶ سپتامبر، شینباوم با کسب ۳۹٫۳۸٪ آرا به عنوان برنده اعلام شد. او در ۱۹ نوامبر ۲۰۲۳ به عنوان تنها پیش‌نامزد ائتلاف «به پیش ادامه می‌دهیم تاریخ را بسازیم» ثبت‌نام کرد و در ۱۸ فوریه ۲۰۲۴ به‌طور رسمی نامزدی خود را در مؤسسه ملی انتخابات (INE) ثبت کرد.
کارزار انتخاباتی شینباوم از اول مارس ۲۰۲۴ در میدان زوکالو مکزیکوسیتی آغاز شد، جایی که او بر تعهد خود به ادامه مسیر "تحول چهارم" لوپز اوبرادور تأکید کرد. از جمله وعده‌های مهم او، اجرای "طرح C" شامل ۱۸ اصلاحیه قانون اساسی، افزایش دستمزد حداقل، تبدیل برنامه‌های اجتماعی به قانون اساسی، و انتخاب قضات با رأی مردمی بود. او همچنین قول داد که برنامه امنیتی مکزیکوسیتی را در سطح ملی اجرا کند، ممنوعیت انتخاب مجدد برای مقامات منتخب را مطرح کرد و برنامه‌های اجتماعی جدیدی برای زنان ۶۰ تا ۶۴ ساله و دانش‌آموزان مدارس پایه ارائه داد. در مناظرات، رقیب او، زوچیتل گالوس، شینباوم را بابت فروپاشی مدرسه ربسامن، حادثه مترو مکزیکوسیتی و مرگ‌های اضافی ناشی از کووید-۱۹ مورد انتقاد قرار داد، اما شینباوم با آرامش به این انتقادات پاسخ داد.
انتخابات در ۲ ژوئن ۲۰۲۴ برگزار شد و با شمارش سریع مؤسسه ملی انتخابات، پیروزی قاطع شینباوم اعلام شد. در ۶ ژوئن شمارش نهایی آرای حوزه‌ها پیروزی او را تأیید کرد. او بیشترین تعداد رأی در تاریخ مکزیک را به دست آورد و در ۳۱ ایالت از ۳۲ ایالت پیروز شد. پس از پیروزی، شینباوم با رئیس‌جمهور لوپز اوبرادور دیدار کرد تا فرایند انتقال قدرت و اولویت‌های قانون‌گذاری خود را هماهنگ کند. از جمله اولویت‌های او، برنامه‌های اجتماعی جدید، اصلاح نظام بازنشستگی و ممنوعیت انتخاب مجدد برای مقامات منتخب بود. او وعده داد که کنفرانس‌های مطبوعاتی صبحگاهی معروف به mañaneras را ادامه دهد. در نهایت، پس از آغاز به کار مجلس جدید، بخشی از وعده‌های او مانند اصلاحات قضایی و انتقال گارد ملی به وزارت دفاع به تصویب هر دو مجلس رسید.